# 12の練習曲 (ヴィラ＝ロボス)
12の練習曲は、ブラジルの作曲家、エイトル・ヴィラ＝ロボスが作曲したギターのための練習曲である。

## 概要
練習曲はJ.S.バッハの「平均律クラヴィーア曲集」の存在感が強く、ミニチュアのブラジル風バッハを思わせる。

## 初演
練習曲第1番、第7番、第8番は1947年3月5日、アンドレス・セゴビアがマサチューセッツ州ウェルズリーのウェルズリー大学で初演された。

## 楽曲構成

### 練習曲第1番
作品はホ短調で、速度指示はアレグロ・ノン・トロッポと書かれている。

#### 楽曲構成
作品は、23小節目から24小節目にかけてのスカラー・パッセージと、31小節目から32小節目にかけてのカデンシャル・ハーモニクスの連続を除いて、主に右手のクロス・ストリングス奏法を中心としたアルペジオのための練習曲である。

### 練習曲第2番
作品はイ長調で、速度指示はアレグロと書かれている。

#### 楽曲構成
作品は、ディオニシオ・アグアドの曲想を発展させた、スラー音とアルペジオの研究である。

### 練習曲第3番
作品はニ長調で、速度指示はアレグロ・モデラートと書かれている。

#### 楽曲構成
作品は、前2つの練習曲と同様にアルペジオの習作であるが、練習曲第2番のようにスラーリング・ノートやバール・コードが取り入れられている。

### 練習曲第4番
作品はト長調で、速度指示はウン・ピウ・モデーレと書かれている。

#### 楽曲構成
作品はコードスタディであるが、楽器の持つ和声やポリフォニックなリソースをすべて使っているわけではない。

### 練習曲第5番
作品はハ長調で、速度指示はアンダンティーノと書かれている。

#### 楽曲構成
作品は、対位法的な習作である。分割された三部形式の単調な伴奏が、高音弦で奏でられるメロディと対照的である。

### 練習曲第6番
作品はホ短調で、速度指示はポコ・アレグロと書かれている。

#### 楽曲構成
作品は、アルゼンチン・タンゴを思わせるパターンで、重くアクセントのついた和音で始まるコード・スタディである。

### 練習曲第7番
作品はホ短調で、速度指示はトレス・アニマと書かれている。

#### 楽曲構成
作品はまず急速な音階で始まり、1弦のみで奏でられる叙情的な旋律を支えるアルペジオの部分、そして音階に戻る、3部形式（ABA）になっている。

### 練習曲第8番
作品は嬰ハ短調で、速度指示はモデーレと書かれている。

#### 楽曲構成
作品は、アルペジオとスラーの習作である。主旋律はまず低音部でアルペジオの下に導入され、次に高音弦に渡され、その前後を行き来する。

### 練習曲第9番
作品は嬰ヘ短調で、速度指示はトレス・ピウ・アニマと書かれている。

#### 楽曲構成
作品は、カルカッシやカルッリの音楽的アイデアを発展させたアルペジオやスラーの習作である。第5番のエチュードと同様に、三部形式に重点が置かれている。

### 練習曲第10番
作品はロ短調で、速度指示はトレス・アニマ - ウン・ピウ・アニマ - ヴィフと書かれている。

#### 楽曲構成
作品は、演奏者に大きな課題を与えるテクニックの習作である。三部形式（ABA）であるが、冒頭の素材が戻ることで、ダンスのようなリズムのセルに変化する。右手の小指を使うのが珍しい技術的特徴である。

### 練習曲第11番
作品はホ短調で、速度指示はレント - アニマ - ポコ・メノ - アニマ - レントと書かれている。

#### 楽曲構成
作品は、アルペジオと和音の習作で、左手のストレッチが難しく、右手の親指の使い方が異常に強調されている。前後の習作と同様に（それ以前の習作とは異なり）三部形式で、中間部には鐘のような音響効果がある。

### 練習曲第12番
作品はイ短調で、速度指示はアニマと書かれている。

#### 楽曲構成
作品は、ギターの弦の上を指で滑らせたときに出る不快な音を大胆に音楽的に利用したグリッサンドの研究である。前の2つの習作と同様に（それ以前のものとは異なるが）三部形式をしており、5弦と6弦を一緒に鳴らすドラムの音をフィーチャーした、コントラストの強い中間部（più mossoと記されている）がある。